# Spy Hard
Spy Hard är en komedifilm från 1996 med Leslie Nielsen i huvudrollen.

## Handling
Handlingen äger rum i USA, där den misslyckade toppagenten Dick Steele arbetar och bor. Han var tidigare gift med en kvinnlig agent från samma byrå, och de båda brukade arbeta tillsammans innan hon dog i en tragisk olycka.
Efter att sakta ha börjat kommit över sin sorg pensioneras Dick Steele, och lever nu ett liv i lyx, med golf, kvinnor och pengar. När hans gamla ärkerival, General Rancor gör en grym "comeback" på brottets bana efter att Steele sprängt hans armar några år tidigare, övertygas Steele att även han måste göra comeback till agenttidens actionfyllda liv. Vid sin sida har han en ny kvinnlig hjälpagent, vilken är av slaviskt ursprung och är den enda av de två som verkligen sköter sitt jobb som agent.

## Om filmen
Spy Hard regisserades av Rick Friedberg. I filmen deltar många framstående personer inom media, såsom Mr. T och Pat Morita. Till och med den berömde wrestlinglegenden Hulk Hogan har en mindre roll i filmens sista actionscen. Intromusiken är gjord av "Weird Al" Yankovic.

## Rollista (urval)
| Leslie Nielsen      | – Dick Steele (Agent WD40)        |
| Nicollette Sheridan | – Veronique Ukrinsky (Agent 3.14) |
| Charles Durning     | – The Director                    |
| Marcia Gay Harden   | – Miss Cheevus                    |
| Brad Garrett        | – Rancorvakt (röst)               |
| Andy Griffith       | – Rancor, general                 |
| Robert Guillaume    | – Steven Bishop                   |
| Pat Morita          | – Brian, kypare                   |
| Ray Charles         | – busschaufför                    |
| Talisa Soto         | – Desiree More                    |
| Elya Baskin         | – Ukrinsky, professor             |
| Robert Culp         | – affärsman                       |
| Mr. T               | – helikopterpilot                 |
| Hulk Hogan          | – Steeles partner                 |
| Tone Lōc            | – gangster                        |
| Alex Trebek         | – bandröst (röst)                 |
| Fabio Lanzoni       | – Som sig själv                   |
| Alexandra Paul      | – kvinna i Murphys säng           |

## Parodier
Följande filmer parodieras i Spy Hard:
- Ensam hemma
- True Lies
- Pulp Fiction
- Jurassic Park
- Speed
- Rambo – First Blood II
- En värsting till syster
- Never Say Never Again
- Cliffhanger
- Terminator 2 - Domedagen
- E.T. the Extra-Terrestrial
- Butch Cassidy och Sundance Kid
- Ghost
- Apollo 13
- Mission: Impossible